# Тясминское городище
Тясминское городище — остатки укрепленного поселения времен чернолесской культуры (VIII — первой половины VII столетия до н. э.) на высоком правом берегу реки Тясмин (правый в приток Днепра), вблизи села Великая Андрусовка Александрийского района Кировоградской области Украины.
Тясминске городище исследовалось в 1956—1957 годах. Состояло из укрепления круглой формы диаметром 60 м, которое было окружено валом и рвом.